# Paraphalaenopsis laycockii
Paraphalaenopsis laycockii là một loài thực vật có hoa trong họ Lan. Loài này được (M.R.Hend.) A.D.Hawkes mô tả khoa học đầu tiên năm 1963.